# Clásica Jaén
 (février 2022).
Si vous disposez d'ouvrages ou d'articles de référence ou si vous connaissez des sites web de qualité traitant du thème abordé ici, merci de compléter l'article en donnant les références utiles à sa vérifiabilité et en les liant à la section « Notes et références ».
La Clásica Jaén (anciennement Jaén Paraíso Interior) est une course cycliste espagnole disputée en Andalousie. L'épreuve voit le jour en 2022.

## Histoire de la course
La première édition a lieu en 2022. La course se dispute sur 180 kilomètres entre Úbeda et Baeza, communes situées dans la province andalouse de Jaén. Elle a la particularité d'emprunter des chemins de terre.

## Palmarès
| Année | Vainqueur          | Deuxième         | Troisième    |
| ----- | ------------------ | ---------------- | ------------ |
| 2022  | Alexey Lutsenko    | Tim Wellens      | Loïc Vliegen |
| 2023  | Tadej Pogačar      | Ben Turner       | Tim Wellens  |
| 2024  | Oier Lazkano       | Bastien Tronchon | Jan Tratnik  |
| 2025  | Michał Kwiatkowski | Isaac Del Toro   | Ibon Ruiz    |